# Józef Kleczyński
Józef Kleczyński (ur. 27 października 1841 w Ihnatowie, Podole, zm. 21 września 1900 w Zakopanem) – polski statystyk, demograf, prawnik, publicysta, i nauczyciel akademicki. Profesor i rektor Uniwersytetu Jagiellońskiego. Członek Akademii Umiejętności w Krakowie. Pionier polskiej demografii i statystyki historycznej, komisarz rządowy na województwo krakowskie w czasie powstania styczniowego.

## Życiorys

### Dzieciństwo i młodość
Urodził się 27 października 1841 w Ihnatowie na Podolu w rodzinie ziemianina Karola i Marii z domu Majewska. Uczęszczał do gimnazjum w Warszawie. Uczestniczył manifestacjach patriotycznych w stolicy. Zaangażował się w działalność konspiracyjną. 1 listopada 1860 został aresztowany za wylanie w teatrze cuchnącej cieczy na lożę cesarską (na której miał zasiąść car Aleksander II) oraz za rozklejanie antycarskich ulotek. Ośmiomiesięczną karę więzienia odbywał w X Pawilonie Cytadeli Warszawskiej. 30 czerwca 1861 wyszedł na wolność i dokończył naukę w gimnazjum. Następnie podjął studia prawnicze w Szkole Głównej Warszawskiej (1862-1863). Przerwał naukę i wziął udział w powstaniu styczniowym. Studia skończył na uniwersytecie w Heidelbergu, w 1867 broniąc tam doktorat praw. Przyjechał do Galicji i pracował jako publicysta w Krakowie (1869-1875).

### Kariera naukowa
W 1875 przeniósł się do Lwowa, pracował jako konceptysta w tamtejszym Biurze Statystycznym. W 1880 habilitował się w dziedzinie statystyki na Uniwersytecie Lwowskim i objął kierownictwo Katedry Prawa Administracyjnego i Statystyki (w 1887 zmieniła nazwę na Katedra Prawa Administracyjnego, Państwowego i Statystyki). W 1881 został profesorem nadzwyczajnym Uniwersytetu Jagiellońskiego, w 1887 otrzymał nominację na profesora zwyczajnego, pełnił funkcje dziekana Wydziału Prawa w roku akademickim 1890/1891, rektora (1898/1899), prorektora (1899/1900). Wykładał statystykę, naukę o administracji i prawo państwowe. Od 1884 kierował Miejskim Biurem Statystycznym w Krakowie. W 1893 został powołany na członka korespondenta krakowskiej Akademii Umiejętności (późniejszej PAU), był również członkiem korespondentem Wiedeńskiej Centralnej Komisji Statystycznej oraz członkiem Międzynarodowego Instytutu Statystycznego.
Jego zainteresowania naukowe obejmowały statystykę historyczną, demografię, metodologię badań statystycznych oraz teorię statystyki. Był pionierem polskich badań w dziedzinie statystyki i demografii historycznej. Współpracował z "Przeglądem Polskim", redagował periodyk "Statystyka miasta Krakowa" (od 1887).
Zmarł 21 września 1900 w Zakopanem. Został pochowany na cmentarzu Rakowickim w Krakowie.

## Publikacje (wybrane)
- Statystyka gospodarstwa gminnego (1878)[3]
- Życie gminne Galicji (1878)
- Ueber die Berechnung der Bevoelkerung zwischen der Zahluengs-Perioden (1879)
- Organizacja statystyki w Austryi (1883)[4]
- Międzynarodowy Instytut Statystyczny (1885)
- Spisy ludności w Rzeczypospolitej Polskiej (1892)[5]
- Pogłówne generalne w Polsce i oparte w niem popisy ludności (1893)[6]
- Spis ludności diecezji krakowskiej z roku 1787 (1894)

## Życie prywatne
Brat pianisty Jana Kleczyńskiego (1837-1895), stryj pisarza Jana Kleczyńskiego (1875-1939), brat stryjeczny malarza Bohdana Kleczyńskiego.